# Danski pointer
Danski pointer je rasa pasa srednje veličine, bele dlake sa braon oznakama, prvobitno korišćen kao ptičar u Danskoj.

## Izgled
Danski pointeri su jake građe. Primetna je velika razlika između mužjaka i ženki: mužjaci su jaki i krupni, dok su ženke sitnije gradje i hirovitog ponašanja.
- Visina u grebenu:
  - mužjaci 54-60cm (21-24in)[2], poželjno preko 56cm (22in)
  - ženke 50-56cm (20-22in), poželjno preko 52cm (20in)

- Težina:
  - Mužjaci 30-35kg (66-77lb)
  - Ženke 26-31kg (57-68lb)

## Temperament
Odaje utisak mirnog i stabilnog psa koji pokazuje odlučnost i hrabrost. Rasa je pogodna za lov.
Ovo je prijateljski porodični pas. Brz je i aktivan, ali nije pogodan za stanove ili mala dvorišta.

## Istorija rase
Poreklo rase može se pratiti do 1710. godine.